# Выборы в Законодательное собрание Нижегородской области (2021)
Выборы депутатов Законодательного собрания Нижегородской области седьмого созыва состоятся в Нижегородской области 19 сентября 2021 года в единый день голосования, одновременно с выборами в Государственную думу РФ. Выборы пройдут по смешанной избирательной системе: из 50 депутатов 25 будут избраны по партийным спискам (пропорциональная система), другие 25 — по одномандатным округам (мажоритарная система). Для попадания в заксобрание по пропорциональной системе партиям необходимо преодолеть барьер, составляющий 5%. срок полномочий депутатов — пять лет.
На 1 января 2021 года в области было зарегистрировано 2 546 549 избирателей.

## Ключевые даты
- 17 июня Законодательное собрание Нижегородской области назначило выборы на 18 сентября 2016 года (единый день голосования)[1]
  - 17 июня постановление о назначении выборов было опубликовано в СМИ[1]
- 21 июня Избирательная комиссия Нижегородской области утвердила календарный план мероприятий по подготовке и проведению выборов[3]
- с 22 июня по 26 июля — период выдвижения кандидатов и списков[3]
  - агитационный период начинается со дня выдвижения и заканчивается и прекращается за одни сутки до дня голосования
- не ранее 20 июля и до 18:00 6 августа — период представления документов для регистрации кандидатов и списков[3]
- с 21 августа по 17 сентября — период агитации в СМИ[3]
- с 17 по 18 сентября — дополнительные дни голосования[4]
- 19 сентября — день голосования

## Избирательные округа

Схема одномандатных избирательных округов

| №  | Состав | Избирателей | Подписей для регистрации |
| -- | --- | ----------- | ------------------------ |
| 1  | частично Автозаводский район города Нижний Новгород | 106 800     | 3204                     |
| 2  | частично Автозаводский район города Нижний Новгород | 104100      | 3123                     |
| 3  | Ленинский район города Нижний Новгород | 109 800     | 3294                     |
| 4  | Московский города Нижний Новгород, частично Канавинский, Сормовский районы города Нижний Новгород                                                         | 119 500     | 3585                     |
| 5  | частично Сормовский район города Нижний Новгород | 120 900     | 3627                     |
| 6  | частично Канавинский район города Нижний Новгород | 118 700     | 3561                     |
| 7  | Нижегородский район города Нижний Новгород | 103 700     | 3111                     |
| 8  | Советский район города Нижний Новгород | 113 900     | 3417                     |
| 9  | Новинский сельсовет, Приокский район города Нижний Новгород, частично Автозаводский район города Нижний Новгород                                          | 114 900     | 3447                     |
| 10 | частично город Дзержинск | 93 900      | 2817                     |
| 11 | частично город Дзержинск | 95 900      | 2877                     |
| 12 | Вачский район, Павловский район | 91 000      | 2730                     |
| 13 | городской округ Навашинский, Ардатовский район, Сосновский район, Богородский район                                                                       | 102 500     | 3075                     |
| 14 | городской округ город Выкса, городской округ город Кулебаки, Вознесенский район                                                                           | 119 500     | 3585                     |
| 15 | городской округ город Первомайск, городской округ город Саров, Дивеевский район                                                                           | 103 800     | 3114                     |
| 16 | городской округ город Арзамас, Арзамасский район | 110 000     | 3300                     |
| 17 | Вадский район, Лукояновский район, Перевозский район, Починковский район, Шатковский район                                                                | 83 200      | 2496                     |
| 18 | Большеболдинский район, Большемурашкинский район, Бутурлинский район, Гагинский район, Дальнеконстантиновский район, Княгининский район, Сергачский район | 87 300      | 2619                     |
| 19 | Воротынский район, Краснооктябрьский район, Лысковский район, Пильнинский район, Сеченовский район, Спасский район                                        | 84 200      | 2526                     |
| 20 | Кстовский район | 99 000      | 2970                     |
| 21 | Балахнинский район, Володарский район | 103 300     | 3099                     |
| 22 | городской округ Сокольский, городской округ город Чкаловск, Городецкий район                                                                              | 99 600      | 2988                     |
| 23 | городской округ город Бор | 97 800      | 2934                     |
| 24 | городской округ Семеновский, Варнавинский район, Воскресенский район, Ковернинский район, Краснобаковский район                                           | 87 800      | 2634                     |
| 25 | городской округ город Шахунья, Ветлужский район, Тонкинский район, Тоншаевский район, Уренский район, Шарангский район                                    | 89 800      | 2694                     |

## Предвыборный период

### Выборы по единому округу
| Номер в бюллетене |  | Партия                       | Общая часть списка от 1 до 3 кандидатов | Региональных групп* | Кандидатов в списке** | Статус списка                                              |
| --- |  | ---------------------------- | --------------------------------------- | ------------------- | --------------------- | ---------------------------------------------------------- |
| 1 |  | КПРФ                         | Егоров • Кабешев • Буркова              | 25                  | 53                    | зарегистрирован                                            |
| 2 |  | Партия Роста                 | Солодкий • Лобова • Кузнецов            | 25                  | 29                    | зарегистрирован                                            |
| 3 |  | Новые люди                   | Досаев                                  | 25                  | 32                    | зарегистрирован                                            |
| 4 |  | Коммунисты России            | Сурайкин • Ульянов                      | 25                  | 75                    | зарегистрирован                                            |
| 5 |  | Единая Россия                | Никитин • Люлин • Щетинина              | 25                  | 78                    | зарегистрирован                                            |
| 6 |  | Партия Пенсионеров           | Ляпина • Быков • Сафонов                | 25                  | 36                    | зарегистрирован                                            |
| 7 |  | Справедливая Россия          | Прилепин • Гриневич • Фролов            | 25                  | 47                    | зарегистрирован                                            |
| 8 |  | ЛДПР                         | Жириновский • Атмахов • Ананьин         | 25                  | 53                    | зарегистрирован                                            |
| — |  | Родина                       | Кузнецов                                | 15                  | 15                    | отказано в регистрации (недостаточно достоверных подписей) |
| — |  | Партия Возрождения России    | Шмелёв • Юдин • Завьялов                | 25                  | 52                    | отказано в регистрации (недостаточно достоверных подписей) |
| — |  | НППР—ВН                      | Морозов                                 | 14                  | 14                    | отказано в регистрации (недостаточно достоверных подписей) |
| — |  | Российский общенародный союз | Бирюков                                 | 18                  | 21                    | отказано в регистрации (недостаточно достоверных подписей) |
| *Региональная группа соответствует одному одномандатному округу и должна включать от 1 до 3 кандидатов. Региональных групп должно быть от 13 до 25. |  |                              |                                         |                     |                       |                                                            |
| **Без учёта выбывших кандидатов. Общее число кандидатов не должно превышать 78 человек.                                                             |  |                              |                                         |                     |                       |                                                            |

### Выборы по одномандатным округам
По 25 одномандатным округам кандидаты выдвигаются как партиями, так и путём самовыдвижения. Кандидатам требуется собрать 3% подписей от числа избирателей соответствующего одномандатного округа.
| Субъект выдвижения  | Выдвинутых кандидатов | Утративших статус выдвинутых кандидатов | Отказов в регистрации | Зарегистрированных кандидатов | Выбывших (после регистрации) кандидатов |
| ------------------- | --------------------- | --------------------------------------- | --------------------- | ----------------------------- | --------------------------------------- |
| Единая Россия       | 25                    | 0                                       | 0                     | 25                            | 0                                       |
| КПРФ                | 25                    | 0                                       | 0                     | 25                            | 0                                       |
| ЛДПР                | 25                    | 0                                       | 0                     | 25                            | 0                                       |
| Справедливая Россия | 23                    | 0                                       | 0                     | 23                            | 0                                       |
| Новые люди          | 9                     | 0                                       | 5                     | 4                             | 0                                       |
| ПВР                 | 8                     | 0                                       | 8                     | 0                             | 0                                       |
| Коммунисты России   | 25                    | 0                                       | 1                     | 24                            | 0                                       |
| Партия Пенсионеров  | 25                    | 0                                       | 1                     | 24                            | 0                                       |
| Самовыдвижение      | 9                     | 1                                       | 8                     | 0                             | 0                                       |
| Всего               | 174                   | 1                                       | 23                    | 150                           | 0                                       |

## Скандалы

### Фальсификация подписейПВР
21 июля 2021 года движение «Голос» со ссылкой на члена нижегородского «Яблока» Алексея Садомовского опубликовало скриншоты переписки члена Партии Возрождения России Александра Кажина с представителями студенческого сообщества. На этих скриншотах были запечатлены предложения члена ПВР заполнить за финансовое вознаграждение бланки для подписей избирателей, фальсифицируя волеизъявление граждан.
13 августа 2021 ПВР было отказано в регистрации списка кандидатов по единому округу.

## Результаты

### По единому округу
| Партия              |  | Голосов | %      | +/-    | Мест | %   |
| ------------------- |  | ------- | ------ | ------ | ---- | --- |
| Единая Россия       |  | 592 110 | 49,01% | +6,86% | 15   | -4% |
| КПРФ                |  | 231 715 | 19,18% | +5,82% | 5    | +4% |
| Справедливая Россия |  | 115 326 | 9,55%  | +2,60% | 2    | 0%  |
| ЛДПР                |  | 84 905  | 7,03%  | -6,28% | 2    | -4% |
| Новые люди          |  | 66 784  | 5,53%  |        | 1    | +4% |
| Партия Пенсионеров  |  | 54 546  | 4,52%  |        | 0    | 0%  |
| Коммунисты России   |  | 24 081  | 1,99%  | -0,56% | 0    | 0%  |
| Партия Роста        |  | 11 730  | 0,97%  |        | 0    | 0%  |

### По одномандатным округам
| Результаты выборов в Законодательное собрание Нижегородской области по округам | Результаты выборов в Законодательное собрание Нижегородской области по округам | Результаты выборов в Законодательное собрание Нижегородской области по округам | Результаты выборов в Законодательное собрание Нижегородской области по округам | Результаты выборов в Законодательное собрание Нижегородской области по округам | Результаты выборов в Законодательное собрание Нижегородской области по округам | Результаты выборов в Законодательное собрание Нижегородской области по округам | Результаты выборов в Законодательное собрание Нижегородской области по округам | Результаты выборов в Законодательное собрание Нижегородской области по округам | Результаты выборов в Законодательное собрание Нижегородской области по округам |
| ОИК                                                                            | Явка                                                                           |                                                                                | Кандидат                                                                       | Выдвижение                                                                     | Депутат                                                                        | Кем поддержан                                                                  | Результат                                                                      | Результат                                                                      | Статус                                                                         |
| ОИК                                                                            | Явка                                                                           | Голоса                                                                         | Кандидат                                                                       | Выдвижение                                                                     | Депутат                                                                        | Кем поддержан                                                                  | %                                                                              |                                                                                | Статус                                                                         |
| ------------------------------------------------------------------------------ | ------------------------------------------------------------------------------ | ------------------------------------------------------------------------------ | ------------------------------------------------------------------------------ | ------------------------------------------------------------------------------ | ------------------------------------------------------------------------------ | ------------------------------------------------------------------------------ | ------------------------------------------------------------------------------ | ------------------------------------------------------------------------------ | ------------------------------------------------------------------------------ |
| 1                                                                              |                                                                                |                                                                                | Солдатенков Владимир Иванович                                                  | Единая Россия                                                                  | Да                                                                             |                                                                                | 15 910                                                                         |                                                                                | избран                                                                         |
| 1                                                                              |                                                                                | Кирица Олег Сергеевич                                                          | КПРФ                                                                           |                                                                                | Умное голосование                                                              | 9430                                                                           |                                                                                | зарегистрирован                                                                |                                                                                |
| 1                                                                              |                                                                                | Михайлова Наталья Николаевна                                                   | ЛДПР                                                                           |                                                                                |                                                                                | 3259                                                                           |                                                                                | зарегистрирован                                                                |                                                                                |
| 1                                                                              |                                                                                | Смирнов Артем Андреевич                                                        | Партия Пенсионеров                                                             |                                                                                |                                                                                | 3158                                                                           |                                                                                | зарегистрирован                                                                |                                                                                |
| 1                                                                              |                                                                                | Филатов Игорь Викторович                                                       | Коммунисты России                                                              |                                                                                |                                                                                | 1214                                                                           |                                                                                | зарегистрирован                                                                |                                                                                |
| 2                                                                              |                                                                                |                                                                                | Пичугин Вадим Владимирович                                                     | Единая Россия                                                                  |                                                                                |                                                                                | 13 820                                                                         |                                                                                | избран                                                                         |
| 2                                                                              |                                                                                | Бахтин Сергей Владимирович                                                     | КПРФ                                                                           |                                                                                | Умное голосование                                                              | 8510                                                                           |                                                                                | зарегистрирован                                                                |                                                                                |
| 2                                                                              |                                                                                | Плотникова Светлана Ивановна                                                   | Коммунисты России                                                              |                                                                                |                                                                                | 3675                                                                           |                                                                                | зарегистрирован                                                                |                                                                                |
| 2                                                                              |                                                                                | Поливода Юрий Иванович                                                         | Новые люди                                                                     |                                                                                |                                                                                | 3007                                                                           |                                                                                | зарегистрирован                                                                |                                                                                |
| 2                                                                              |                                                                                | Максимов Алексей Юрьевич                                                       | ЛДПР                                                                           |                                                                                |                                                                                | 2699                                                                           |                                                                                | зарегистрирован                                                                |                                                                                |
| 2                                                                              |                                                                                | Рябинкин Антон Олегович                                                        | Партия Пенсионеров                                                             |                                                                                |                                                                                | 2561                                                                           |                                                                                | зарегистрирован                                                                |                                                                                |
| 3                                                                              |                                                                                |                                                                                | Апоян Соломон Айказович                                                        | Единая Россия                                                                  |                                                                                |                                                                                | 10 472                                                                         |                                                                                | избран                                                                         |
| 3                                                                              |                                                                                | Фираго Алексей Сергеевич                                                       | Справедливая Россия                                                            |                                                                                | Умное голосование                                                              | 6956                                                                           |                                                                                | зарегистрирован                                                                |                                                                                |
| 3                                                                              |                                                                                | Слесарева Людмила Владимировна                                                 | КПРФ                                                                           |                                                                                |                                                                                | 5791                                                                           |                                                                                | зарегистрирован                                                                |                                                                                |
| 3                                                                              |                                                                                | Капустина Ольга Владимировна                                                   | Партия Пенсионеров                                                             |                                                                                |                                                                                | 3974                                                                           |                                                                                | зарегистрирован                                                                |                                                                                |
| 3                                                                              |                                                                                | Большаков Максим Сергеевич                                                     | ЛДПР                                                                           |                                                                                |                                                                                | 3204                                                                           |                                                                                | зарегистрирован                                                                |                                                                                |
| 3                                                                              |                                                                                | Ромащенко Дмитрий Сергеевич                                                    | Коммунисты России                                                              |                                                                                |                                                                                | 2787                                                                           |                                                                                | зарегистрирован                                                                |                                                                                |
| 3                                                                              |                                                                                | Звездов Петр Владимирович                                                      | Самовыдвижение                                                                 |                                                                                |                                                                                |                                                                                |                                                                                | отказ в регистрации                                                            |                                                                                |
| 3                                                                              |                                                                                | Модин Юрий Вячеславович                                                        | Самовыдвижение                                                                 |                                                                                |                                                                                |                                                                                |                                                                                | утративший статус выдвинутого кандидата                                        |                                                                                |
| 4                                                                              |                                                                                |                                                                                | Суханов Василий Иванович                                                       | Единая Россия                                                                  | Да                                                                             |                                                                                | 16 878                                                                         |                                                                                | избран                                                                         |
| 4                                                                              |                                                                                | Михальков Николай Сергеевич                                                    | КПРФ                                                                           |                                                                                | Умное голосование                                                              | 7298                                                                           |                                                                                | зарегистрирован                                                                |                                                                                |
| 4                                                                              |                                                                                | Полеводин Андрей Владимирович                                                  | Справедливая Россия                                                            |                                                                                |                                                                                | 6105                                                                           |                                                                                | зарегистрирован                                                                |                                                                                |
| 4                                                                              |                                                                                | Карачевский Герман Евгеньевич                                                  | ЛДПР                                                                           |                                                                                |                                                                                | 2951                                                                           |                                                                                | зарегистрирован                                                                |                                                                                |
| 4                                                                              |                                                                                | Киселев Евгений Евгеньевич                                                     | Коммунисты России                                                              |                                                                                |                                                                                | 2912                                                                           |                                                                                | зарегистрирован                                                                |                                                                                |
| 4                                                                              |                                                                                | Ледницкий Андрей Владимирович                                                  | Партия Пенсионеров                                                             |                                                                                |                                                                                | 2332                                                                           |                                                                                | зарегистрирован                                                                |                                                                                |
| 5                                                                              |                                                                                |                                                                                | Лебедев Юрий Исакович                                                          | Единая Россия                                                                  | Да                                                                             |                                                                                | 16 971                                                                         |                                                                                | избран                                                                         |
| 5                                                                              |                                                                                | Панягин Андрей Владимирович                                                    | Справедливая Россия                                                            |                                                                                |                                                                                | 6451                                                                           |                                                                                | зарегистрирован                                                                |                                                                                |
| 5                                                                              |                                                                                | Просянкин Валерий Вячеславович                                                 | КПРФ                                                                           |                                                                                | Умное голосование                                                              | 5766                                                                           |                                                                                | зарегистрирован                                                                |                                                                                |
| 5                                                                              |                                                                                | Кузнецова Елена Павловна                                                       | Партия Пенсионеров                                                             |                                                                                |                                                                                | 4730                                                                           |                                                                                | зарегистрирован                                                                |                                                                                |
| 5                                                                              |                                                                                | Никольская Ирина Александровна                                                 | Коммунисты России                                                              |                                                                                |                                                                                | 3703                                                                           |                                                                                | зарегистрирован                                                                |                                                                                |
| 5                                                                              |                                                                                | Трегуб Анжелика Александровна                                                  | ЛДПР                                                                           |                                                                                |                                                                                | 2859                                                                           |                                                                                | зарегистрирован                                                                |                                                                                |
| 6                                                                              |                                                                                |                                                                                | Бедняков Дмитрий Иванович                                                      | Единая Россия                                                                  |                                                                                |                                                                                | 13 334                                                                         |                                                                                | избран                                                                         |
| 6                                                                              |                                                                                | Зудилин Евгений Иванович                                                       | КПРФ                                                                           |                                                                                | Умное голосование                                                              | 8172                                                                           |                                                                                | зарегистрирован                                                                |                                                                                |
| 6                                                                              |                                                                                | Соленов Николай Владимирович                                                   | Справедливая Россия                                                            |                                                                                |                                                                                | 5712                                                                           |                                                                                | зарегистрирован                                                                |                                                                                |
| 6                                                                              |                                                                                | Серякова Анастасия Олеговна                                                    | Партия Пенсионеров                                                             |                                                                                |                                                                                | 3189                                                                           |                                                                                | зарегистрирован                                                                |                                                                                |
| 6                                                                              |                                                                                | Глазов Владимир Борисович                                                      | ЛДПР                                                                           |                                                                                |                                                                                | 3042                                                                           |                                                                                | зарегистрирован                                                                |                                                                                |
| 6                                                                              |                                                                                | Воловьева Екатерина Сергеевна                                                  | Коммунисты России                                                              |                                                                                |                                                                                | 2687                                                                           |                                                                                | зарегистрирован                                                                |                                                                                |
| 6                                                                              |                                                                                | Еськин Дмитрий Алексеевич                                                      | Новые люди                                                                     |                                                                                |                                                                                |                                                                                |                                                                                | отказ в регистрации                                                            |                                                                                |
| 6                                                                              |                                                                                | Хлупин Алексей Львович                                                         | Партия Возрождения России                                                      |                                                                                |                                                                                |                                                                                |                                                                                | отказ в регистрации                                                            |                                                                                |
| 6                                                                              |                                                                                | Айзатуллин Рустам Энверович                                                    | Самовыдвижение                                                                 |                                                                                |                                                                                |                                                                                |                                                                                | отказ в регистрации                                                            |                                                                                |
| 6                                                                              |                                                                                | Круглов Евгений Викторович                                                     | Самовыдвижение                                                                 |                                                                                |                                                                                |                                                                                |                                                                                | отказ в регистрации                                                            |                                                                                |
| 7                                                                              |                                                                                |                                                                                | Тарасов Андрей Николаевич                                                      | Единая Россия                                                                  | Да                                                                             |                                                                                | 12 397                                                                         |                                                                                | избран                                                                         |
| 7                                                                              |                                                                                | Кабешев Роман Владимирович                                                     | КПРФ                                                                           | Да (по списку)                                                                 | Умное голосование                                                              | 8991                                                                           |                                                                                | зарегистрирован                                                                |                                                                                |
| 7                                                                              |                                                                                | Москаленко Владимир Антонович                                                  | Справедливая Россия                                                            |                                                                                |                                                                                | 5083                                                                           |                                                                                | зарегистрирован                                                                |                                                                                |
| 7                                                                              |                                                                                | Захарова Мария Михайловна                                                      | Новые люди                                                                     |                                                                                |                                                                                | 4635                                                                           |                                                                                | зарегистрирован                                                                |                                                                                |
| 7                                                                              |                                                                                | Николаев Дмитрий Константинович                                                | ЛДПР                                                                           |                                                                                |                                                                                | 1982                                                                           |                                                                                | зарегистрирован                                                                |                                                                                |
| 7                                                                              |                                                                                | Назаров Руслан Геннадьевич                                                     | Партия Пенсионеров                                                             |                                                                                |                                                                                | 1795                                                                           |                                                                                | зарегистрирован                                                                |                                                                                |
| 7                                                                              |                                                                                | Катцын Виталий Александрович                                                   | Коммунисты России                                                              |                                                                                |                                                                                | 1117                                                                           |                                                                                | зарегистрирован                                                                |                                                                                |
| 7                                                                              |                                                                                | Катырев Максим Андреевич                                                       | Партия Возрождения России                                                      |                                                                                |                                                                                |                                                                                |                                                                                | отказ в регистрации                                                            |                                                                                |
| 7                                                                              |                                                                                | Хорьков Александр Викторович                                                   | Самовыдвижение                                                                 |                                                                                |                                                                                |                                                                                |                                                                                | отказ в регистрации                                                            |                                                                                |
| 8                                                                              |                                                                                |                                                                                | Балашов Юрий Павлович                                                          | Единая Россия                                                                  | Да                                                                             |                                                                                | 17 807                                                                         |                                                                                | избран                                                                         |
| 8                                                                              |                                                                                | Гриневич Татьяна Борисовна                                                     | Справедливая Россия                                                            |                                                                                | Умное голосование                                                              | 13 537                                                                         |                                                                                | зарегистрирован                                                                |                                                                                |
| 8                                                                              |                                                                                | Чернигин Александр Григорьевич                                                 | КПРФ                                                                           |                                                                                |                                                                                | 5824                                                                           |                                                                                | зарегистрирован                                                                |                                                                                |
| 8                                                                              |                                                                                | Сидельников Александр Владимирович                                             | ЛДПР                                                                           |                                                                                |                                                                                | 2930                                                                           |                                                                                | зарегистрирован                                                                |                                                                                |
| 8                                                                              |                                                                                | Сусленников Сергей Игоревич                                                    | Партия Пенсионеров                                                             |                                                                                |                                                                                | 2713                                                                           |                                                                                | зарегистрирован                                                                |                                                                                |
| 8                                                                              |                                                                                | Ракочий Анатолий Евгеньевич                                                    | Коммунисты России                                                              |                                                                                |                                                                                | 2201                                                                           |                                                                                | зарегистрирован                                                                |                                                                                |
| 8                                                                              |                                                                                | Котов Илья Леонидович                                                          | Партия Возрождения России                                                      |                                                                                |                                                                                |                                                                                |                                                                                | отказ в регистрации                                                            |                                                                                |
| 8                                                                              |                                                                                | Лаврентьев Александр Рудольфович                                               | Самовыдвижение                                                                 |                                                                                |                                                                                |                                                                                |                                                                                | отказ в регистрации                                                            |                                                                                |
| 8                                                                              |                                                                                | Лебедев Алексей Александрович                                                  | Самовыдвижение                                                                 |                                                                                |                                                                                |                                                                                |                                                                                | отказ в регистрации                                                            |                                                                                |
| 9                                                                              |                                                                                |                                                                                | Смотракова Наталья Борисовна                                                   | Единая Россия                                                                  | Да                                                                             |                                                                                | 15 468                                                                         |                                                                                | избран                                                                         |
| 9                                                                              |                                                                                | Богачев Олег Иванович                                                          | КПРФ                                                                           |                                                                                | Умное голосование                                                              | 9844                                                                           |                                                                                | зарегистрирован                                                                |                                                                                |
| 9                                                                              |                                                                                | Гостев Сергей Анатольевич                                                      | Справедливая Россия                                                            |                                                                                |                                                                                | 6049                                                                           |                                                                                | зарегистрирован                                                                |                                                                                |
| 9                                                                              |                                                                                | Чернышов Николай Александрович                                                 | ЛДПР                                                                           |                                                                                |                                                                                | 3572                                                                           |                                                                                | зарегистрирован                                                                |                                                                                |
| 9                                                                              |                                                                                | Малышева Лариса Семеновна                                                      | Партия Пенсионеров                                                             |                                                                                |                                                                                | 3282                                                                           |                                                                                | зарегистрирован                                                                |                                                                                |
| 9                                                                              |                                                                                | Буракова Лариса Аркадьевна                                                     | Коммунисты России                                                              |                                                                                |                                                                                | 1824                                                                           |                                                                                | зарегистрирован                                                                |                                                                                |
| 10                                                                             |                                                                                |                                                                                | Парамонов Александр Васильевич                                                 | Единая Россия                                                                  |                                                                                |                                                                                | 14 084                                                                         |                                                                                | избран                                                                         |
| 10                                                                             |                                                                                | Елизаров Сергей Викторович                                                     | КПРФ                                                                           |                                                                                | Умное голосование                                                              | 6119                                                                           |                                                                                | зарегистрирован                                                                |                                                                                |
| 10                                                                             |                                                                                | Сафонов Сергей Владимирович                                                    | Справедливая Россия                                                            |                                                                                |                                                                                | 4067                                                                           |                                                                                | зарегистрирован                                                                |                                                                                |
| 10                                                                             |                                                                                | Андосова Ксения Васильевна                                                     | Коммунисты России                                                              |                                                                                |                                                                                | 2575                                                                           |                                                                                | зарегистрирован                                                                |                                                                                |
| 10                                                                             |                                                                                | Кобалян Тамара Георгиевна                                                      | Партия Пенсионеров                                                             |                                                                                |                                                                                | 2272                                                                           |                                                                                | зарегистрирован                                                                |                                                                                |
| 10                                                                             |                                                                                | Фарин Дмитрий Викторович                                                       | ЛДПР                                                                           |                                                                                |                                                                                | 2063                                                                           |                                                                                | зарегистрирован                                                                |                                                                                |
| 11                                                                             |                                                                                |                                                                                | Люлин Евгений Борисович                                                        | Единая Россия                                                                  | Да                                                                             |                                                                                | 18 087                                                                         |                                                                                | избран                                                                         |
| 11                                                                             |                                                                                | Смирнов Сергей Анатольевич                                                     | КПРФ                                                                           |                                                                                | Умное голосование                                                              | 5753                                                                           |                                                                                | зарегистрирован                                                                |                                                                                |
| 11                                                                             |                                                                                | Аранович Нина Александровна                                                    | Справедливая Россия                                                            |                                                                                |                                                                                | 3371                                                                           |                                                                                | зарегистрирован                                                                |                                                                                |
| 11                                                                             |                                                                                | Гущин Александр Сергеевич                                                      | ЛДПР                                                                           |                                                                                |                                                                                | 2272                                                                           |                                                                                | зарегистрирован                                                                |                                                                                |
| 11                                                                             |                                                                                | Мальцева Елизавета Алексеевна                                                  | Коммунисты России                                                              |                                                                                |                                                                                | 2003                                                                           |                                                                                | зарегистрирован                                                                |                                                                                |
| 11                                                                             |                                                                                | Сивков Андрей Геннадьевич                                                      | Партия Пенсионеров                                                             |                                                                                |                                                                                | 1293                                                                           |                                                                                | зарегистрирован                                                                |                                                                                |
| 11                                                                             |                                                                                | Сергеев Максим Андреевич                                                       | Новые люди                                                                     |                                                                                |                                                                                |                                                                                |                                                                                | отказ в регистрации                                                            |                                                                                |
| 12                                                                             |                                                                                |                                                                                | Колыванов Дмитрий Евгеньевич                                                   | Единая Россия                                                                  | Да                                                                             |                                                                                | 29 524                                                                         |                                                                                | избран                                                                         |
| 12                                                                             |                                                                                | Гусев Александр Сергеевич                                                      | Коммунисты России                                                              |                                                                                |                                                                                | 7341                                                                           |                                                                                | зарегистрирован                                                                |                                                                                |
| 12                                                                             |                                                                                | Савельев Алексей Валерьевич                                                    | Справедливая Россия                                                            |                                                                                |                                                                                | 4431                                                                           |                                                                                | зарегистрирован                                                                |                                                                                |
| 12                                                                             |                                                                                | Санников Дмитрий Юрьевич                                                       | ЛДПР                                                                           |                                                                                |                                                                                | 2818                                                                           |                                                                                | зарегистрирован                                                                |                                                                                |
| 12                                                                             |                                                                                | Успенский Дмитрий Владимирович                                                 | Партия Пенсионеров                                                             |                                                                                |                                                                                | 2509                                                                           |                                                                                | зарегистрирован                                                                |                                                                                |
| 12                                                                             |                                                                                | Базан Дмитрий Викторович                                                       | КПРФ                                                                           |                                                                                | Умное голосование                                                              |                                                                                |                                                                                | выбывший (после регистрации) кандидат                                          |                                                                                |
| 12                                                                             |                                                                                | Гущин Александр Вячеславович                                                   | Новые люди                                                                     |                                                                                |                                                                                |                                                                                |                                                                                | отказ в регистрации                                                            |                                                                                |
| 12                                                                             |                                                                                | Корытов Артем Сергеевич                                                        | Партия Возрождения России                                                      |                                                                                |                                                                                |                                                                                |                                                                                | отказ в регистрации                                                            |                                                                                |
| 13                                                                             |                                                                                |                                                                                | Тюрин Игорь Александрович                                                      | Единая Россия                                                                  | Да                                                                             |                                                                                | 41 021                                                                         |                                                                                | избран                                                                         |
| 13                                                                             |                                                                                | Горохов Алексей Александрович                                                  | КПРФ                                                                           |                                                                                | Умное голосование                                                              | 11 041                                                                         |                                                                                | зарегистрирован                                                                |                                                                                |
| 13                                                                             |                                                                                | Минеев Дмитрий Александрович                                                   | Справедливая Россия                                                            |                                                                                |                                                                                | 4475                                                                           |                                                                                | зарегистрирован                                                                |                                                                                |
| 13                                                                             |                                                                                | Гусев Владимир Владимирович                                                    | Партия Пенсионеров                                                             |                                                                                |                                                                                | 3760                                                                           |                                                                                | зарегистрирован                                                                |                                                                                |
| 13                                                                             |                                                                                | Чувилин Иван Александрович                                                     | ЛДПР                                                                           |                                                                                |                                                                                | 2645                                                                           |                                                                                | зарегистрирован                                                                |                                                                                |
| 13                                                                             |                                                                                | Мозжалов Денис Сергеевич                                                       | Коммунисты России                                                              |                                                                                |                                                                                |                                                                                |                                                                                | отказ в регистрации                                                            |                                                                                |
| 14                                                                             |                                                                                |                                                                                | Барыков Александр Михайлович                                                   | Единая Россия                                                                  |                                                                                |                                                                                | 25 850                                                                         |                                                                                | избран                                                                         |
| 14                                                                             |                                                                                | Бобров Сергей Викторович                                                       | КПРФ                                                                           |                                                                                | Умное голосование                                                              | 12 636                                                                         |                                                                                | зарегистрирован                                                                |                                                                                |
| 14                                                                             |                                                                                | Малышев Алексей Владимирович                                                   | Справедливая Россия                                                            |                                                                                |                                                                                | 8187                                                                           |                                                                                | зарегистрирован                                                                |                                                                                |
| 14                                                                             |                                                                                | Дорофеев Владимир Владимирович                                                 | ЛДПР                                                                           |                                                                                |                                                                                | 5827                                                                           |                                                                                | зарегистрирован                                                                |                                                                                |
| 14                                                                             |                                                                                | Котышев Алексей Викторович                                                     | Коммунисты России                                                              |                                                                                |                                                                                | 4817                                                                           |                                                                                | зарегистрирован                                                                |                                                                                |
| 14                                                                             |                                                                                | Базан Елена Викторовна                                                         | Партия Пенсионеров                                                             |                                                                                |                                                                                |                                                                                |                                                                                | выбывший (после регистрации) кандидат                                          |                                                                                |
| 15                                                                             |                                                                                |                                                                                | Якимов Юрий Минович                                                            | Единая Россия                                                                  | Да                                                                             |                                                                                | 35 767                                                                         |                                                                                | избран                                                                         |
| 15                                                                             |                                                                                | Савин Михаил Игоревич                                                          | КПРФ                                                                           |                                                                                | Умное голосование                                                              | 9579                                                                           |                                                                                | зарегистрирован                                                                |                                                                                |
| 15                                                                             |                                                                                | Авдошин Сергей Иванович                                                        | Справедливая Россия                                                            |                                                                                |                                                                                | 5996                                                                           |                                                                                | зарегистрирован                                                                |                                                                                |
| 15                                                                             |                                                                                | Домашенко Олеся Александровна                                                  | ЛДПР                                                                           |                                                                                |                                                                                | 4532                                                                           |                                                                                | зарегистрирован                                                                |                                                                                |
| 15                                                                             |                                                                                | Рыжов Артем Алексеевич                                                         | Партия Пенсионеров                                                             |                                                                                |                                                                                | 3851                                                                           |                                                                                | зарегистрирован                                                                |                                                                                |
| 15                                                                             |                                                                                | Качанов Алексей Николаевич                                                     | Коммунисты России                                                              |                                                                                |                                                                                | 3707                                                                           |                                                                                | зарегистрирован                                                                |                                                                                |
| 16                                                                             |                                                                                |                                                                                | Краснов Дмитрий Германович                                                     | Единая Россия                                                                  |                                                                                |                                                                                | 43 087                                                                         |                                                                                | избран                                                                         |
| 16                                                                             |                                                                                | Гусев Андрей Евгеньевич                                                        | Справедливая Россия                                                            |                                                                                | Умное голосование                                                              | 6568                                                                           |                                                                                | зарегистрирован                                                                |                                                                                |
| 16                                                                             |                                                                                | Тарнаев Анатолий Юрьевич                                                       | КПРФ                                                                           |                                                                                |                                                                                | 5270                                                                           |                                                                                | зарегистрирован                                                                |                                                                                |
| 16                                                                             |                                                                                | Гусякова Юлия Николаевна                                                       | Новые люди                                                                     |                                                                                |                                                                                | 4041                                                                           |                                                                                | зарегистрирован                                                                |                                                                                |
| 16                                                                             |                                                                                | Назаров Алексей Владимирович                                                   | Коммунисты России                                                              |                                                                                |                                                                                | 3761                                                                           |                                                                                | зарегистрирован                                                                |                                                                                |
| 16                                                                             |                                                                                | Чернова Ольга Николаевна                                                       | Партия Пенсионеров                                                             |                                                                                |                                                                                | 3534                                                                           |                                                                                | зарегистрирован                                                                |                                                                                |
| 16                                                                             |                                                                                | Логанов Ярослав Валентинович                                                   | ЛДПР                                                                           |                                                                                |                                                                                |                                                                                |                                                                                | выбывший (после регистрации) кандидат                                          |                                                                                |
| 16                                                                             |                                                                                | Сухоруков Владимир Александрович                                               | Партия Возрождения России                                                      |                                                                                |                                                                                |                                                                                |                                                                                | отказ в регистрации                                                            |                                                                                |
| 17                                                                             |                                                                                |                                                                                | Малухин Дмитрий Александрович                                                  | Единая Россия                                                                  | Да                                                                             |                                                                                | 46 073                                                                         |                                                                                | избран                                                                         |
| 17                                                                             |                                                                                | Рыбин Сергей Александрович                                                     | КПРФ                                                                           |                                                                                | Умное голосование                                                              | 6848                                                                           |                                                                                | зарегистрирован                                                                |                                                                                |
| 17                                                                             |                                                                                | Немцов Владимир Александрович                                                  | ЛДПР                                                                           |                                                                                |                                                                                | 3427                                                                           |                                                                                | зарегистрирован                                                                |                                                                                |
| 17                                                                             |                                                                                | Иванцов Владимир Александрович                                                 | Справедливая Россия                                                            |                                                                                |                                                                                | 3922                                                                           |                                                                                | зарегистрирован                                                                |                                                                                |
| 17                                                                             |                                                                                | Трущева Анна Александровна                                                     | Коммунисты России                                                              |                                                                                |                                                                                | 1892                                                                           |                                                                                | зарегистрирован                                                                |                                                                                |
| 17                                                                             |                                                                                | Домрачев Дмитрий Игоревич                                                      | Партия Пенсионеров                                                             |                                                                                |                                                                                |                                                                                |                                                                                | отказ в регистрации                                                            |                                                                                |
| 17                                                                             |                                                                                | Ефремов Валентин Алексеевич                                                    | Партия Возрождения России                                                      |                                                                                |                                                                                |                                                                                |                                                                                | отказ в регистрации                                                            |                                                                                |
| 18                                                                             |                                                                                |                                                                                | Ефремцев Александр Владимирович                                                | Единая Россия                                                                  | Да                                                                             |                                                                                | 33 749                                                                         |                                                                                | избран                                                                         |
| 18                                                                             |                                                                                | Рожков Иван Николаевич                                                         | КПРФ                                                                           |                                                                                | Умное голосование                                                              | 7517                                                                           |                                                                                | зарегистрирован                                                                |                                                                                |
| 18                                                                             |                                                                                | Федорин Александр Николаевич                                                   | Справедливая Россия                                                            |                                                                                |                                                                                | 3899                                                                           |                                                                                | зарегистрирован                                                                |                                                                                |
| 18                                                                             |                                                                                | Птушко Наталья Ивановна                                                        | ЛДПР                                                                           |                                                                                |                                                                                | 3812                                                                           |                                                                                | зарегистрирован                                                                |                                                                                |
| 18                                                                             |                                                                                | Павлов Алексей Николаевич                                                      | Партия Пенсионеров                                                             |                                                                                |                                                                                | 3395                                                                           |                                                                                | зарегистрирован                                                                |                                                                                |
| 18                                                                             |                                                                                | Пшеничников Даниил Геннадьевич                                                 | Коммунисты России                                                              |                                                                                |                                                                                | 2843                                                                           |                                                                                | зарегистрирован                                                                |                                                                                |
| 18                                                                             |                                                                                | Богданов Алексей Борисович                                                     | Новые люди                                                                     |                                                                                |                                                                                |                                                                                |                                                                                | отказ в регистрации                                                            |                                                                                |
| 19                                                                             |                                                                                |                                                                                | Антипов Валерий Александрович                                                  | Единая Россия                                                                  | Да                                                                             |                                                                                | 32 082                                                                         |                                                                                | избран                                                                         |
| 19                                                                             |                                                                                | Якимов Алексей Витальевич                                                      | КПРФ                                                                           |                                                                                | Умное голосование                                                              | 6151                                                                           |                                                                                | зарегистрирован                                                                |                                                                                |
| 19                                                                             |                                                                                | Городничев Александр Александрович                                             | Справедливая Россия                                                            |                                                                                |                                                                                | 3907                                                                           |                                                                                | зарегистрирован                                                                |                                                                                |
| 19                                                                             |                                                                                | Малышева Дарья Сергеевна                                                       | Коммунисты России                                                              |                                                                                |                                                                                | 3906                                                                           |                                                                                | зарегистрирован                                                                |                                                                                |
| 19                                                                             |                                                                                | Жукова Ольга Александровна                                                     | Партия Пенсионеров                                                             |                                                                                |                                                                                | 2924                                                                           |                                                                                | зарегистрирован                                                                |                                                                                |
| 19                                                                             |                                                                                | Турков Михаил Михайлович                                                       | ЛДПР                                                                           |                                                                                |                                                                                | 2228                                                                           |                                                                                | зарегистрирован                                                                |                                                                                |
| 19                                                                             |                                                                                | Емельянов Иван Николаевич                                                      | Партия Возрождения России                                                      |                                                                                |                                                                                |                                                                                |                                                                                | отказ в регистрации                                                            |                                                                                |
| 20                                                                             |                                                                                |                                                                                | Гребень Антон Александрович                                                    | Единая Россия                                                                  | Да                                                                             |                                                                                | 22 346                                                                         |                                                                                | избран                                                                         |
| 20                                                                             |                                                                                | Стефанова Мария Владимировна                                                   | КПРФ                                                                           |                                                                                | Умное голосование                                                              | 6860                                                                           |                                                                                | зарегистрирован                                                                |                                                                                |
| 20                                                                             |                                                                                | Колесников Игорь Евгеньевич                                                    | Справедливая Россия                                                            |                                                                                |                                                                                | 5227                                                                           |                                                                                | зарегистрирован                                                                |                                                                                |
| 20                                                                             |                                                                                | Кальгина Наталья Дмитриевна                                                    | Коммунисты России                                                              |                                                                                |                                                                                | 3539                                                                           |                                                                                | зарегистрирован                                                                |                                                                                |
| 20                                                                             |                                                                                | Полозков Виктор Сергеевич                                                      | ЛДПР                                                                           |                                                                                |                                                                                | 2521                                                                           |                                                                                | зарегистрирован                                                                |                                                                                |
| 20                                                                             |                                                                                | Родюков Артур Робертович                                                       | Партия Пенсионеров                                                             |                                                                                |                                                                                | 2492                                                                           |                                                                                | зарегистрирован                                                                |                                                                                |
| 21                                                                             |                                                                                |                                                                                | Бабаев Евгений Александрович                                                   | Единая Россия                                                                  |                                                                                |                                                                                | 21 429                                                                         |                                                                                | избран                                                                         |
| 21                                                                             |                                                                                | Малков Алексей Павлович                                                        | КПРФ                                                                           |                                                                                | Умное голосование                                                              | 8620                                                                           |                                                                                | зарегистрирован                                                                |                                                                                |
| 21                                                                             |                                                                                | Зотин Александр Васильевич                                                     | Справедливая Россия                                                            |                                                                                |                                                                                | 4310                                                                           |                                                                                | зарегистрирован                                                                |                                                                                |
| 21                                                                             |                                                                                | Гарцев Владимир Алексеевич                                                     | Новые люди                                                                     |                                                                                |                                                                                | 3634                                                                           |                                                                                | зарегистрирован                                                                |                                                                                |
| 21                                                                             |                                                                                | Пухова Светлана Валерьевна                                                     | Партия Пенсионеров                                                             |                                                                                |                                                                                | 3448                                                                           |                                                                                | зарегистрирован                                                                |                                                                                |
| 21                                                                             |                                                                                | Шарыгин Алексей Анатольевич                                                    | ЛДПР                                                                           |                                                                                |                                                                                | 3196                                                                           |                                                                                | зарегистрирован                                                                |                                                                                |
| 21                                                                             |                                                                                | Шальнова Анна Анатольевна                                                      | Коммунисты России                                                              |                                                                                |                                                                                | 3080                                                                           |                                                                                | зарегистрирован                                                                |                                                                                |
| 21                                                                             |                                                                                | Артемьев Антон Вадимович                                                       | Партия Возрождения России                                                      |                                                                                |                                                                                |                                                                                |                                                                                | отказ в регистрации                                                            |                                                                                |
| 22                                                                             |                                                                                |                                                                                | Беспалов Владимир Викторович                                                   | Единая Россия                                                                  |                                                                                |                                                                                | 25 531                                                                         |                                                                                | избран                                                                         |
| 22                                                                             |                                                                                | Головина Анна Евгеньевна                                                       | Коммунисты России                                                              |                                                                                |                                                                                | 5978                                                                           |                                                                                | зарегистрирован                                                                |                                                                                |
| 22                                                                             |                                                                                | Сухарев Вячеслав Петрович                                                      | Справедливая Россия                                                            |                                                                                |                                                                                | 5794                                                                           |                                                                                | зарегистрирован                                                                |                                                                                |
| 22                                                                             |                                                                                | Новиков Олег Иванович                                                          | КПРФ                                                                           |                                                                                | Умное голосование                                                              | 5610                                                                           |                                                                                | зарегистрирован                                                                |                                                                                |
| 22                                                                             |                                                                                | Соболев Илья Александрович                                                     | ЛДПР                                                                           |                                                                                |                                                                                | 3912                                                                           |                                                                                | зарегистрирован                                                                |                                                                                |
| 22                                                                             |                                                                                | Калинкин Кирилл Маратович                                                      | Партия Пенсионеров                                                             |                                                                                |                                                                                | 3221                                                                           |                                                                                | зарегистрирован                                                                |                                                                                |
| 23                                                                             |                                                                                |                                                                                | Шаронов Александр Георгиевич                                                   | Единая Россия                                                                  | Да                                                                             |                                                                                | 22 993                                                                         |                                                                                | избран                                                                         |
| 23                                                                             |                                                                                | Чугрин Дмитрий Борисович                                                       | ЛДПР                                                                           |                                                                                | Умное голосование                                                              | 5477                                                                           |                                                                                | зарегистрирован                                                                |                                                                                |
| 23                                                                             |                                                                                | Малышев Михаил Александрович                                                   | КПРФ                                                                           |                                                                                |                                                                                | 5197                                                                           |                                                                                | зарегистрирован                                                                |                                                                                |
| 23                                                                             |                                                                                | Виноградов Роман Александрович                                                 | Справедливая Россия                                                            |                                                                                |                                                                                | 4715                                                                           |                                                                                | зарегистрирован                                                                |                                                                                |
| 23                                                                             |                                                                                | Богданова Анжела Геннадьевна                                                   | Коммунисты России                                                              |                                                                                |                                                                                | 3628                                                                           |                                                                                | зарегистрирован                                                                |                                                                                |
| 23                                                                             |                                                                                | Цыбушкин Сергей Сергеевич                                                      | Партия Пенсионеров                                                             |                                                                                |                                                                                | 2963                                                                           |                                                                                | зарегистрирован                                                                |                                                                                |
| 23                                                                             |                                                                                | Сайгин Сергей Сергеевич                                                        | Новые люди                                                                     |                                                                                |                                                                                |                                                                                |                                                                                | отказ в регистрации                                                            |                                                                                |
| 23                                                                             |                                                                                | Новиков Илья Владимирович                                                      | Самовыдвижение                                                                 |                                                                                |                                                                                |                                                                                |                                                                                | отказ в регистрации                                                            |                                                                                |
| 23                                                                             |                                                                                | Шаханов Денис Петрович                                                         | Самовыдвижение                                                                 |                                                                                |                                                                                |                                                                                |                                                                                | отказ в регистрации                                                            |                                                                                |
| 24                                                                             |                                                                                |                                                                                | Степанов Алексей Владимирович                                                  | Единая Россия                                                                  |                                                                                |                                                                                | 30 759                                                                         |                                                                                | избран                                                                         |
| 24                                                                             |                                                                                | Антонов Анатолий Владимирович                                                  | Коммунисты России                                                              |                                                                                |                                                                                | 6341                                                                           |                                                                                | зарегистрирован                                                                |                                                                                |
| 24                                                                             |                                                                                | Власова Галина Алексеевна                                                      | Партия Пенсионеров                                                             |                                                                                |                                                                                | 4747                                                                           |                                                                                | зарегистрирован                                                                |                                                                                |
| 24                                                                             |                                                                                | Лазарев Алексей Валентинович                                                   | КПРФ                                                                           |                                                                                | Умное голосование                                                              | 4705                                                                           |                                                                                | зарегистрирован                                                                |                                                                                |
| 24                                                                             |                                                                                | Артамонов Анатолий Алексеевич                                                  | ЛДПР                                                                           |                                                                                |                                                                                | 3273                                                                           |                                                                                | зарегистрирован                                                                |                                                                                |
| 24                                                                             |                                                                                | Паняев Олег Дмитриевич                                                         | Справедливая Россия                                                            |                                                                                |                                                                                | 3002                                                                           |                                                                                | зарегистрирован                                                                |                                                                                |
| 25                                                                             |                                                                                |                                                                                | Табачников Александр Феликсович                                                | Единая Россия                                                                  | Да                                                                             |                                                                                | 29 767                                                                         |                                                                                | избран                                                                         |
| 25                                                                             |                                                                                | Красильников Александр Николаевич                                              | КПРФ                                                                           |                                                                                | Умное голосование                                                              | 7907                                                                           |                                                                                | зарегистрирован                                                                |                                                                                |
| 25                                                                             |                                                                                | Скворцов Александр Фёдорович                                                   | Справедливая Россия                                                            |                                                                                |                                                                                | 5080                                                                           |                                                                                | зарегистрирован                                                                |                                                                                |
| 25                                                                             |                                                                                | Андрианов Андрей Игоревич                                                      | ЛДПР                                                                           |                                                                                |                                                                                | 4117                                                                           |                                                                                | зарегистрирован                                                                |                                                                                |
| 25                                                                             |                                                                                | Волков Александр Львович                                                       | Коммунисты России                                                              |                                                                                |                                                                                | 4033                                                                           |                                                                                | зарегистрирован                                                                |                                                                                |
| 25                                                                             |                                                                                | Тян Игорь Моисеевич                                                            | Партия Пенсионеров                                                             |                                                                                |                                                                                | 2238                                                                           |                                                                                | зарегистрирован                                                                |                                                                                |